# Feuerwehr in der Schweiz

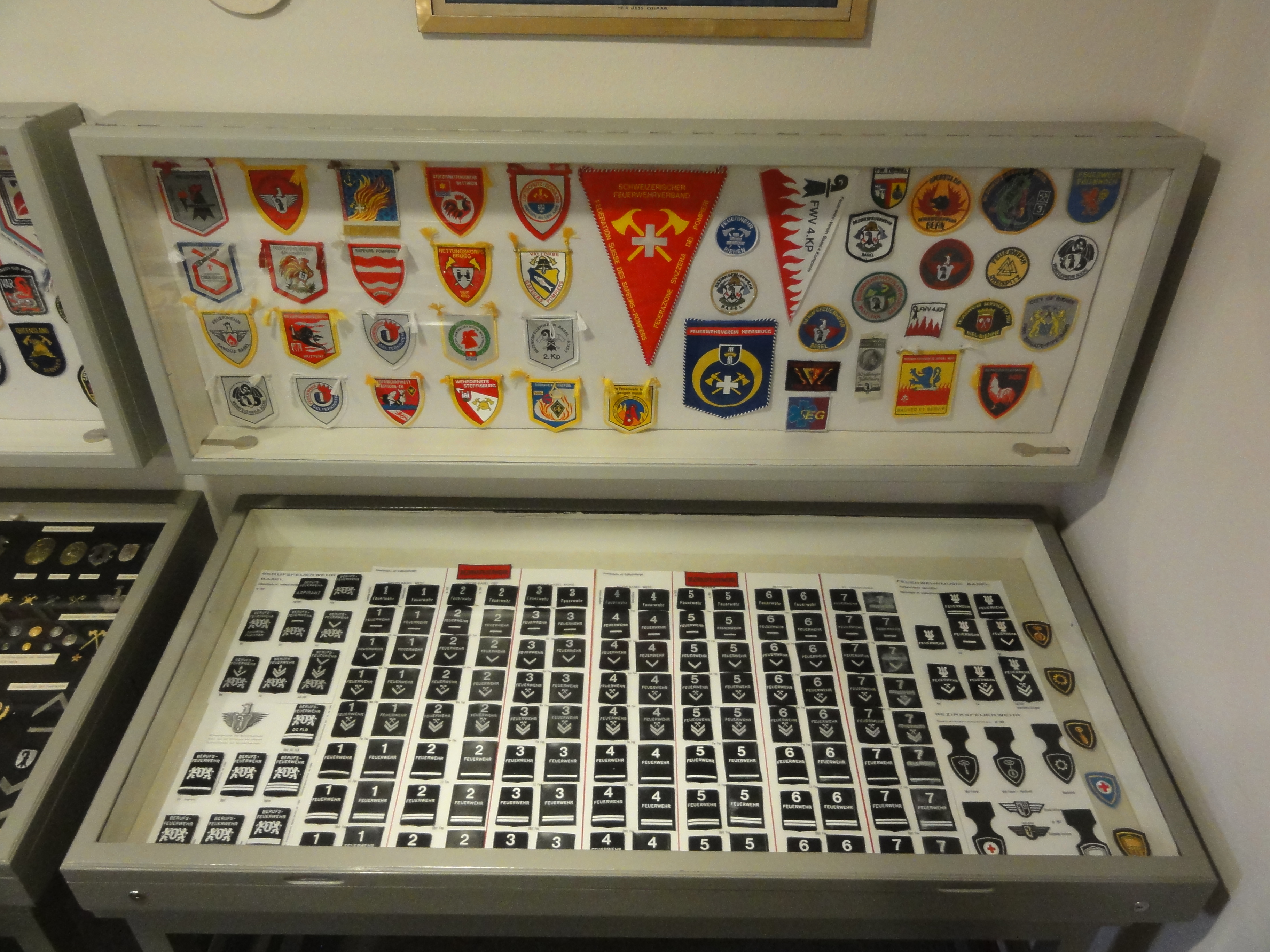
Abzeichen von Schweizer Feuerwehren

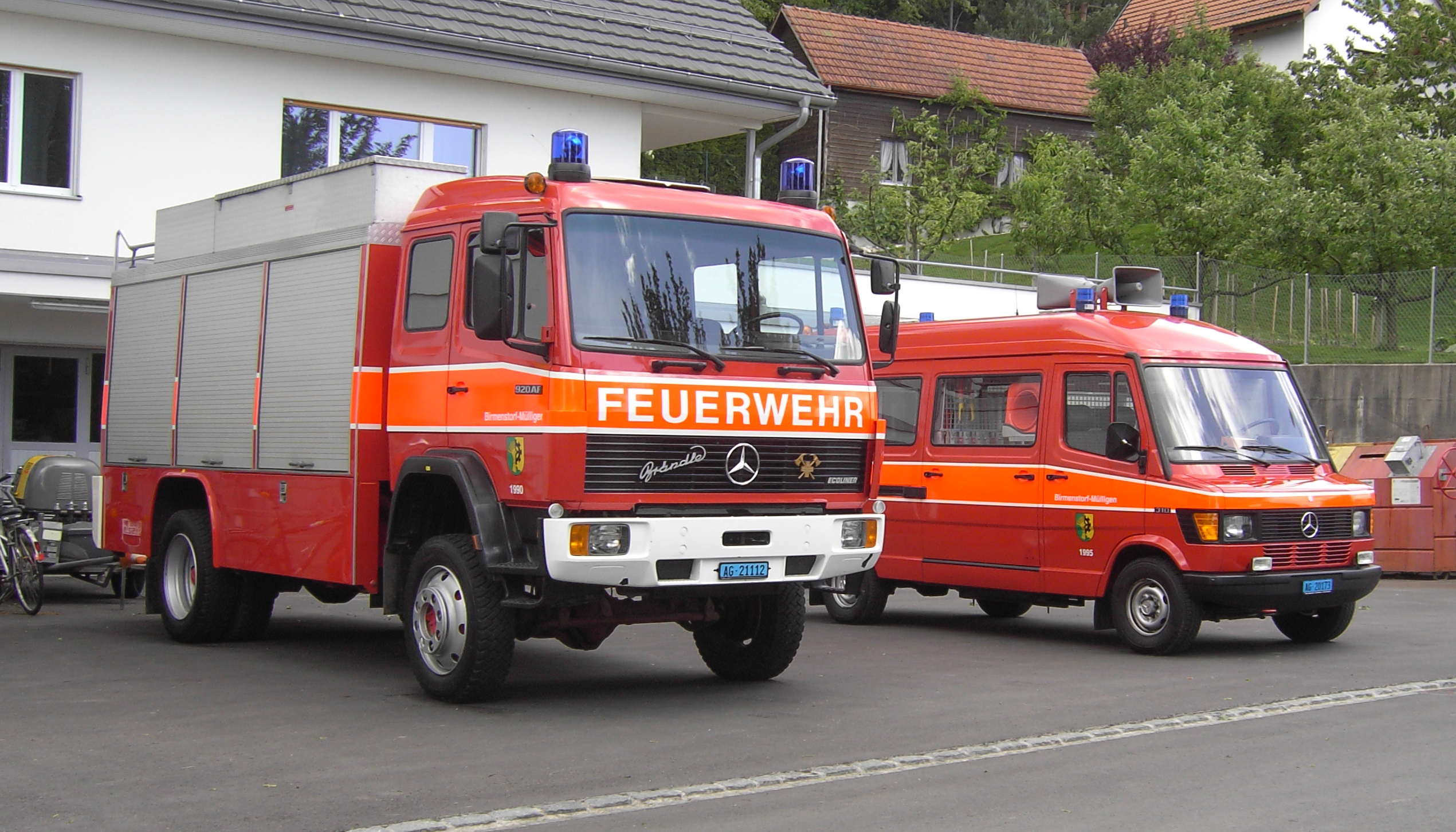
Pikett- und Verkehrsfahrzeug

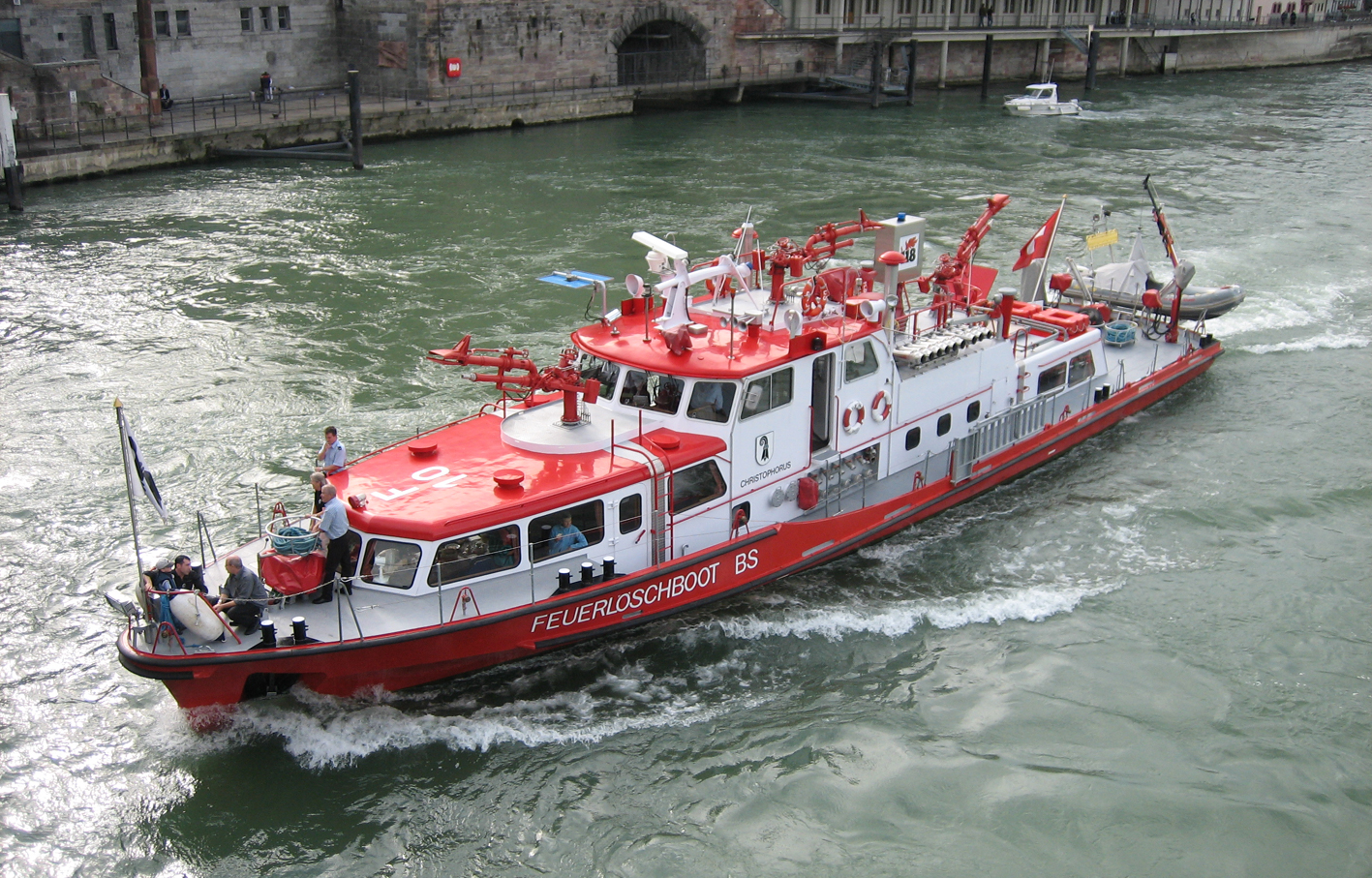
Feuerlöschboot auf dem Rhein in Basel (Schweiz)

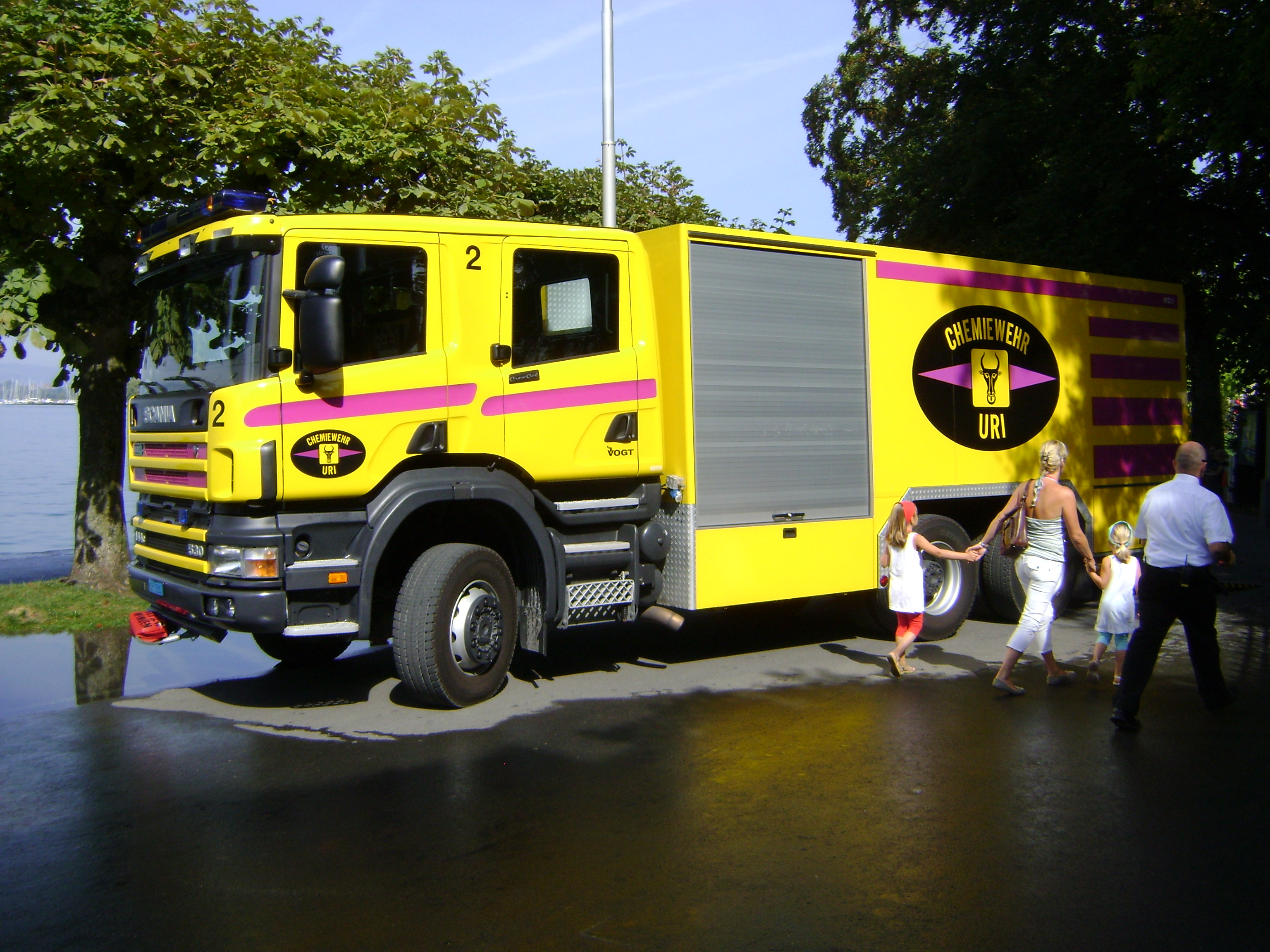
Fahrzeug der Chemiewehr Uri am Vierwaldstättersee

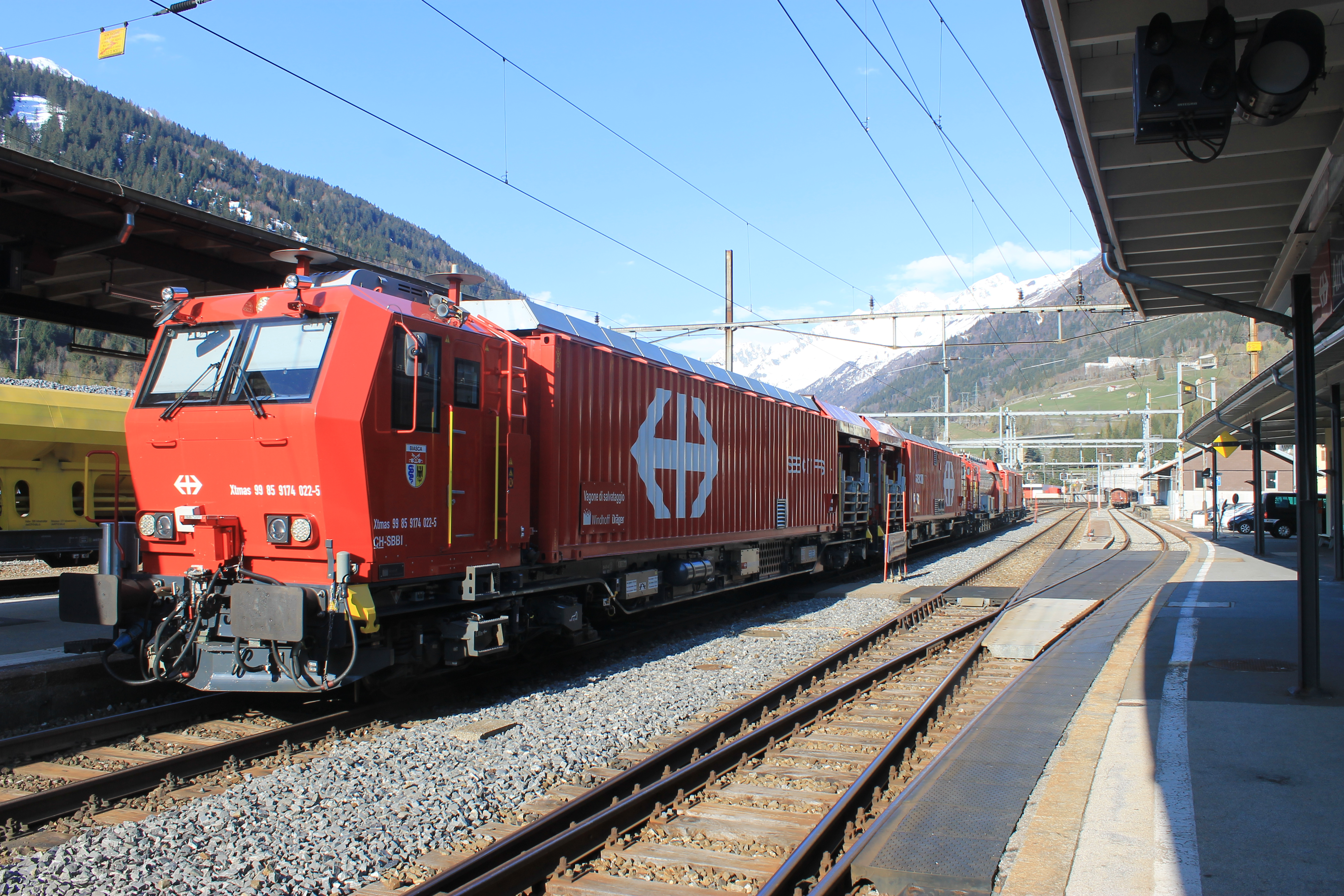
Rettungszug der Betriebswehr SBB Biasca im Bahnhof von Airolo im Tessin

Rund 80'000 Feuerwehrleute (Angehörige der Feuerwehr; "AdF") sind in Feuerwehren in der Schweiz für die Intervention bei Bränden und die allgemeine Schadenwehr tätig. Die Feuerwehr ist über die Notrufnummer 118 erreichbar. In den meisten Kantonen besteht für volljährige Personen eine Feuerwehrpflicht.

## Geschichte

### Mittelalter und frühe Neuzeit
Schon im Jahr 1274 wies die Stadt Zürich eine feuerwehrähnliche Organisation auf, die sogenannten Wachten. Zusammengestellt wurden sie aus kriegstauglichen Bürgern, welche unter dem Kommando von Hauptleuten, sogenannten Brandmeistern, standen. Die Grösse dieser Wachten war von der Grösse der Stadt abhängig. Zürich besass etwa elf, Burgdorf beispielsweise nur zwei.
Auf dem Lande wurden bis zum 18. Jahrhundert sogenannte Wasserspritzen eingesetzt, in den ärmeren Regionen sogar bis ins 19. Jahrhundert.
Feuer wurden durch Läuten einer Glocke, Feuerhörner oder durch Rufen des Wortes «Fürio» gemeldet. Meist wurden die Bürger auf einem Platz versammelt, wo ein Brandmeister Anweisungen gab. Wo keine Wasserspritze vorhanden war, wurde Wasser in Eimern an einer Kette von Menschen weitergegeben, bis zum Brandplatz, wo versucht wurde, das Feuer einzudämmen. Andere Bürger wurden zwecks Vorbeugung von Plünderungen zum Wachdienst abkommandiert.
Wie dies vonstattenzugehen hatte, wurde schon damals in Verordnungen niedergeschrieben, wie zum Beispiel in der Feuerordnung von Freiburg (1411) oder Oberaargau (18. Jahrhundert).

### Ab dem 20. Jahrhundert
In der zweiten Hälfte des 19. Jahrhunderts wurde langsam, aber stetig ein Hydrantennetz in grösseren Städten wie Basel, Bern oder Zürich ausgebaut. Gleichzeitig wurden die ersten permanenten Brandwachen gegründet, die erste in Basel (1871). Ab 1905 wurden auch die ersten motorisierten, selbstfahrenden Wasserspritzen sowie die ersten Löschfahrzeuge eingesetzt. Ab diesem Moment fanden stetige Verbesserungen der Brandbekämpfungen statt, wie die Einführung der Atemschutzgeräte oder modernere Fahrzeuge wie Autodrehleitern oder Rüstfahrzeuge.
Die erste Berufsfeuerwehr wurde im Jahr 1882 in Lausanne gegründet, später folgten Bern, Basel, Neuenburg, Zürich, Winterthur, St. Gallen und Luzern.
Im Jahr 2021 gab es in der Schweiz 17 Berufsfeuerwehren: Berufsfeuerwehr Basel, Industriefeuerwehr Region Basel AG (IFRB), Feuerwehr und Zivilschutz Biel/Bienne, Schutz & Rettung Bern (SRB), Berufsfeuerwehr St. Gallen, Schutz & Intervention (SIZ) Winterthur, Schutz & Rettung Zürich (SRZ; inkl. Flughafen Zürich in der Stadt Kloten), Stadt Genf, Flughafen Genf, Stadt Lausanne (SPSL), Schadenwehr Gotthard (Gotthardtunnel), Stadt Lugano, Stadt Neuenburg, Stadt La Chaux-de-Fonds, Stadt Luzern, Werkfeuerwehr Roche (Basel) und Werkfeuerwehr CIMO (Monthey).
Zudem gibt es in einzelnen Städten einen sogenannten Berufspikett. Dies ist eine Gruppe hauptamtlicher Feuerwehrleute einer Milizfeuerwehr, die eine 24/7-Wachbesetzung gewährleisten. Die letzte Feuerwehr, die einen solchen Berufspikett eingeführt hat, war die Stadt Schaffhausen im Jahr 2020. Hier löste der Berufspikett den sogenannten Polizeilöschpikett (Polizisten, welche mit einem eigenen Löschfahrzeug ab der Polizeiwache zu Bränden ausgerückt ist) ab, welcher seit 1896 den Ersteinsatz bei Brandfällen sichergestellt hat.

### Museen
Schweizer Feuerwehrmuseen sind unter anderem das Schweizerische Feuerwehrmuseum in Basel und das Feuerwehr- und Handwerkermuseum Endingen in Endingen AG.

## Aufgaben
In der Schweiz ist die Feuerwehr ist für die Intervention bei Bränden, Elementarereignissen, Einstürzen, Unfällen oder ABC-Ereignissen zum Schutz von Menschen, Tieren, Umwelt und Sachwerten zuständig. Ihr obliegt die Aufgabe des unverzüglichen, befristeten Einsatzes in Kooperation mit Polizei, Sanität und Dritten.

### Aufgabenfelder
Die Aufgabenfelder der Feuerwehr umfassen:
- Brandereignisse: alle Einsätze, bei denen durch Feuer das Leben von Menschen oder Tieren, die Umwelt oder Sachwerte bedroht sind
- Elementarereignisse: alle Einsätze, bei denen durch Hochwasser, Oberflächenwasser, Sturm, Hagel, Steinschlag, Erdrutsch, Murgänge, Schneedruck, Erdbeben etc. das Leben von Menschen oder Tieren, die Umwelt oder Sachwerte bedroht sind
- Einstürze: alle Einsätze, bei denen durch einen Einsturz (Haus, Tiefgarage, Infrastruktur etc.) das Leben von Menschen oder Tieren, die Umwelt oder Sachwerte bedroht sind;
- Unfälle: alle Einsätze, bei denen aufgrund eines Unfalls im Strassen-, Schienen-, Schifffahrts-, Flugverkehr oder aufgrund einer anderweitigen Notlage (beispielsweise aufgrund einer Explosion) das Leben von Menschen oder Tieren, die Umwelt oder Sachwerte bedroht sind, sofern keine andere Organisation dafür zuständig ist;
- ABC-Ereignisse: alle Einsätze, bei denen atomare, biologische oder chemische Gefahren das Leben von Menschen/Tieren oder die Umwelt bedrohen.

### Schutzziele
Die Feuerwehr organisiert sich so, dass sie folgende Schutzziele in mindestens 80 % der Einsätze pro Jahr erfüllen kann:
- Mit der Erstintervention müssen bei zeitkritischen Ereignissen die Massnahmen zum Schutz von Menschen, Tieren, Umwelt und Sachwerten eingeleitet werden:
  - bis 15 Minuten in Gebieten mit geringen bis mittleren Risiken;
  - bis 10 Minuten in Gebieten mit mittleren bis hohen Risiken.
- Bei Ereignissen, in denen Rettungsgeräte (Autodrehleiter, Hubrettungsfahrzeug) benötigt werden, müssen diese innerhalb von 20 Minuten ab Alarmierung auf dem Schadenplatz eintreffen.
- Sondermittel für die Bewältigung von Unfällen und Einstürzen müssen innerhalb von 20 Minuten, für die Bewältigung von C-Ereignissen innerhalb 45 Minuten, für A- und B-Ereignisse innerhalb von 120 Minuten auf dem Schadenplatz eintreffen.

## Einsatz
Ein Einsatz der Feuerwehr beginnt mit dem Ereignis und verläuft über die Alarmierung, die Anfahrt und den eigentlichen Einsatz bis zum Einsatzende.

### Alarmierung durch die Einsatzleitzentrale
Der Feuerwehr-Notruf 118 (112) wird durch eine professionell betriebene Einsatzleitzentrale (ELZ) sichergestellt. Diese soll in 95 % aller Fälle Notrufe innerhalb von 10 Sekunden entgegennehmen und sie innert 180 Sekunden bis zur Auslösung der Alarmierung abwickeln. Die ELZ disponiert die notwendigen Mittel und führt den Einsatz, bis die Einsatzleitung der Feuerwehr am Ereignisort ist. Die Verantwortung für die ELZ liegt bei den Kantonen.

### Einsatz
Im Einsatz priorisiert die Feuerwehr die Sicherheit von Menschen, dann Tieren, dann der Umwelt und dann von Sachwerten wie Gebäuden. Sie sichert zunächst Menschen und Tiere, wobei die eigene Sicherheit der Feuerwehrleute vorgeht. Sie rettet dann Menschen und Tiere aus der Gefahrenzone, verhindert eine Eskalation des Ereignisses, bewahrt noch intakte Sachwerte vor Schaden und bewältigt dann das Ereignis mit den verfügbaren Mitteln.

### Einsatzende
Der Einsatz ist zu Ende, wenn Leib und Leben wieder sicher sind, keine Folgeschäden zu erwarten sind, die personelle und materielle Einsatzbereitschaft der Feuerwehr wieder erstellt wurde und die Erfolgskontrolle im Rahmen einer Einsatzbesprechung erfolgt ist.

## Organisation

### Führung und Koordination

#### Feuerwehr Koordination Schweiz
Die Feuerwehren in der Schweiz sind kantonal gesetzlich geregelt. Auf schweizerischer Ebene schafft die Feuerwehr Koordination Schweiz (FKS) die Grundlagen für die Zusammenarbeit aller Kantone in allen Feuerwehrbelangen von gesamtschweizerischen Interesse. Überdies ist die FKS auch für die Ausbildungsgrundlagen (Reglemente) aller Feuerwehrangehörigen sowie die Ausbildung der Feuerwehr – Instruktorinnen und Instruktoren der jeweiligen Kantone zuständig. Der FKS definiert auch die Ziele und regelt deren Umsetzung, versichert alle Feuerwehrangehörige und überdies vertritt der FKS die kantonalen Feuerwehrinstanzen gegenüber dem Bund und arbeitet mit verschiedensten Organisationen und Verbänden zusammen, insbesondere mit dem Schweizerischen Feuerwehrverband (SFV) und der Vereinigung Schweizer Berufsfeuerwehren (VSBF).

#### Feuerwehrverband
Der Schweizerische Feuerwehrverband vertritt als Dachorganisation aller kantonalen Feuerwehrverbände die Interessen der Feuerwehrangehörigen in der Schweiz und im Fürstentum Liechtenstein. Er repräsentiert die Feuerwehren der Schweiz mit ihren Feuerwehrangehörigen im Weltfeuerwehrverband CTIF (Comité technique international de prévention et d’extinction du feu) seit dessen Gründung am 16. August 1900 in Paris. Darüber hinaus bestehen Verbindungen insbesondere zu europäischen Feuerwehrverbänden, wie dem Deutschen Feuerwehrverband.

#### Trägerschaften
Eine Feuerwehr zu organisieren ist in erster Linie die Aufgabe der Gemeinde. Allerdings werden in letzten Jahren die örtlichen Feuerwehren vielfach regional fusioniert. Das Ziel sind Kosten sparende, aber trotzdem besser ausgerüstete Verbundsfeuerwehren, die aber in den einzelnen Dörfern ortskundige Feuerwehrleute besitzen. Die Feuerwehren werden zu rund 60 % durch die öffentlich-rechtlichen, kantonalen Gebäudeversicherungen finanziert, die ihrerseits von den Gebäudebesitzern Prämien verlangt, welche durch die Bauweise eingestuft werden. Die restlichen Kosten werden von den Gemeinden und durch Gebühren oder die Rückerstattung von Einsatzkosten (etwa bei Falschalarmen) gedeckt.
Ob sich eine Gemeinde ausreichend um ihre Feuerwehr kümmert, überwacht das Kantonale Feuerwehrinspektorat des jeweiligen Kantons. Das Kantonale Feuerwehrinspektorat ist auch die Stelle, die Vorschriften erlassen darf, und die Gemeinden in eine Gefahrenklasse einteilt, woraus sich wiederum die Grösse der Feuerwehr ableiten lässt.

#### Waldbrandbekämpfung

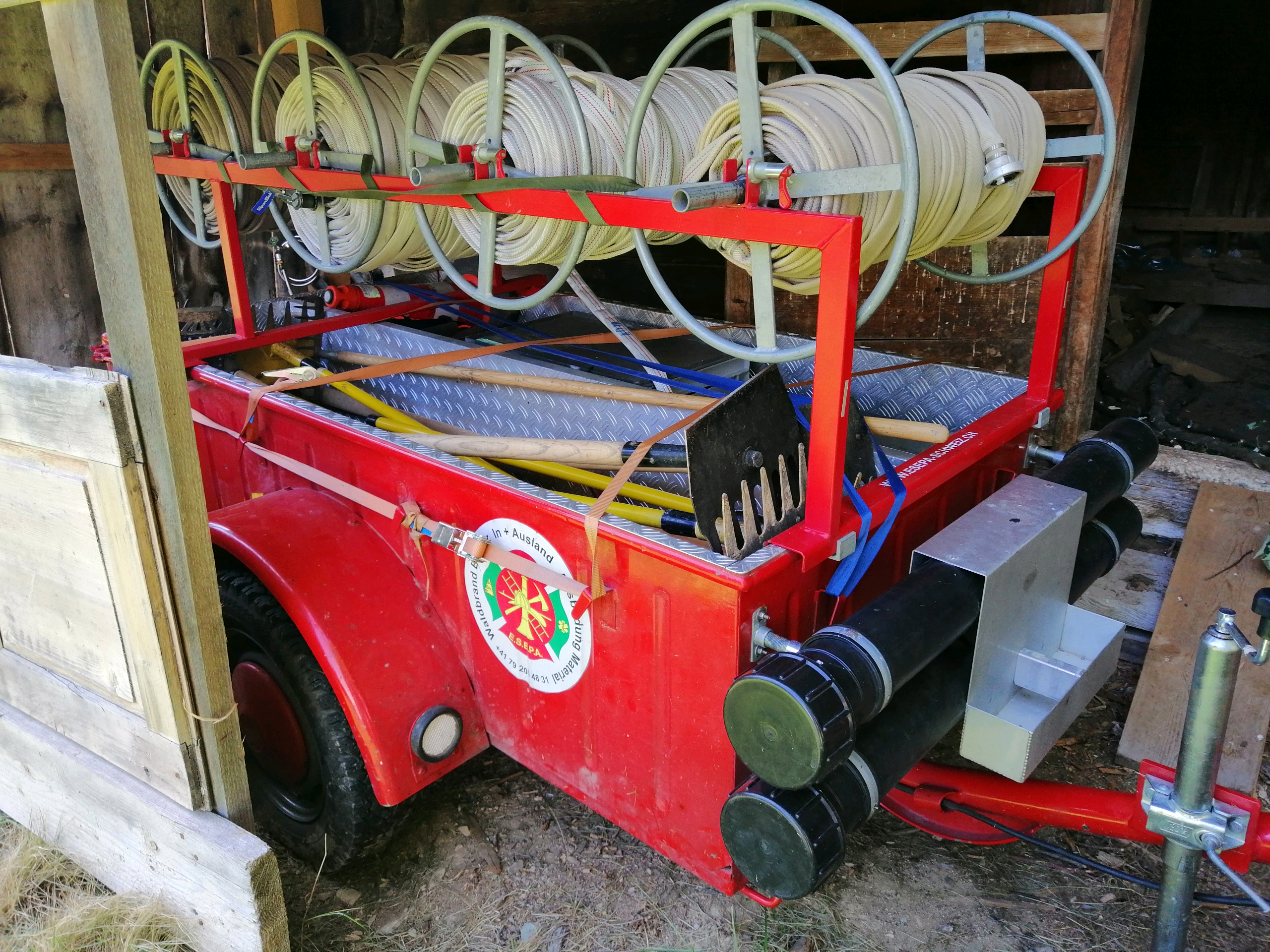
Materialanhänger der ESEPA Schweiz (2022)

Die ESEPA Schweiz wurde im Jahr 2010 als Verein mit Sitz in Fischenthal gegründet. Sie will die spezielle Waldbrandausbildung in der Schweiz fördern, geeignetes Material für Waldbrandeinsätze bereitstellen sowie den Gemeinden und Feuerwehren im In- und Ausland bei Waldbrandeinsätzen mit Rat und Tat inklusive richtigem Material und ausgebildetem Personal beistehen.
Der Verein rechnet mit vermehrten Waldbränden auch im nördlichen Europa. Er versucht mit der Waldbrandausbildung von Feuerwehren im In- und Ausland sowie mit einer freiwilligen Truppe von Feuerwehr- und Sanitätspersonen sich aktiv für die Bekämpfung von Waldbränden einzusetzen. Die Schweizer Freiwilligen nahmen regelmässig an der jährlichen 14-tägigen Waldbrandausbildung an der internationalen Feuerwehrschule der ESEPA in Rizomata, Griechenland als Teilnehmer und Ausbilder teil.

### Organisationsformen
Aufgrund der weit verbreiteten Milizdienstpflicht gibt es in der Schweiz nur vereinzelt Freiwillige Feuerwehren. Daneben gibt es in der Schweiz Berufsfeuerwehren (in grossen Städten, als Flughafenfeuerwehren oder in der chemischen Industrie) und Betriebsfeuerwehren (Werkfeuerwehren). Die meisten Betriebsfeuerwehren sind ebenfalls im Milizprinzip organisiert, nur einzelne sind anerkannte Berufsfeuerwehren mit hauptamtlichem Feuerwehrpersonal.

#### Berufsfeuerwehr
Grosse Städte (ab 100'000 Einwohner) verfügen über Berufsfeuerwehren, die besser ausgebildet sind und auch Spezialausrüstung, zum Beispiel für Gefahrgutunfälle oder Chemiekatastrophen, besitzen. Ein Vorteil des dichten Eisenbahnnetzes ist der mögliche Einsatz von Löschzügen der Bahn, falls Brände neben Bahnstrecken geschehen. Durch das stark ausgelastete Eisenbahnnetz mit verschiedenen Hochgeschwindigkeitsstrecken, dem internationalen Transport von Gütern (insbesondere auch Gefahrgut) auf der Nord-Süd-Achse (NEAT) und den längsten Eisenbahntunneln der Welt (Gotthard-Basistunnel, Lötschberg-Basistunnel) bestehen gleichzeitig besondere Risiken, die durch die Lösch- und Rettungszüge (LRZ, zum Beispiel LRZ BLS und LRZ SBB) im Verbund mit den öffentlichen Feuerwehren abgedeckt werden.

#### Betriebsfeuerwehr
Betriebsfeuerwehren bestehen unter anderem bei: Schweizerische Bundesbahnen, BLS AG, Hoffmann-La Roche, Industriefeuerwehr Regio Basel (IFRB), CIMO, Werkfeuerwehr LONZA Visp, Universitätsspital Basel, DiverseyLever, Migros-Verteilbetrieb Neuendorf AG, Kantonsspitäler in Luzern, Schaffhausen und Winterthur, Universität Zürich, Universitätsspital Zürich, Cilag Schaffhausen, Perlen Papier Fabrik Luzern, Georg Fischer Schaffhausen und Merck und Cie. Schaffhausen. Die Firmen Syntegon (Beringen SH, ehemals Bosch), IVF (Neuhausen am Rheinfall SH) und SIG (Neuhausen am Rheinfall SH) unterhalten den gemeinsamen und gemeindeübergreifenden Betriebsfeuerwehrverband Rhyfall.

#### Milizfeuerwehr
Obwohl die Arbeitsweise der meisten Feuerwehren in der Schweiz denen in Deutschland und Österreich ähneln, basiert der Dienst nur in wenigen Kantonen und Gemeinden auf Freiwilligkeit. Vielerorts besteht nach wie vor eine gesetzlich vorgeschriebene Pflicht zur Dienstleistung, und dies sowohl für Männer als auch Frauen. Eine Ersatzabgabe für den Feuerwehrdienst, in je nach Gemeinde und Kanton unterschiedlicher Höhe, hat die Person zu zahlen, die keinen Dienst leistet. Diese Milizfeuerwehren sind im Schweizer Milizsystem organisiert.

#### Freiwillige Feuerwehr
Zurzeit kommen an verschiedenen Orten immer mehr Freiwillige Feuerwehren zum Einsatz. Besonders im Kanton Zürich, wo die kantonale Gebäudeversicherung in den letzten Jahren die Feuerwehren stark verändert hat, aber auch im Kanton Zug sind Freiwillige Feuerwehren entstanden.
In Zürich wurde mittels der Abteilung Kantonale Feuerwehr eine oberste Stelle geschaffen, die das Feuerwehrwesen beaufsichtigt und für die Ausbildung verantwortlich zeichnet. Mit dem Gesetz über die Feuerpolizei und das Feuerwehrwesen aus dem Jahr 1978 wurde die Freiwilligkeit des Feuerwehrdienstes festgeschrieben. Zwangsrekrutierungen können demnach nur noch unter sehr speziellen Bedingungen stattfinden. Eine Feuerwehrersatzabgabe ist vom Gesetz nicht vorgesehen. In der Folge wurden im ganzen Kanton Zürich die ehemaligen Pflichtfeuerwehren in Freiwillige Feuerwehren überführt.
In den meisten Kantonen wird allerdings keine Freiwillige Feuerwehr angestrebt oder die Dienstpflicht sogar noch ausgeweitet. Dies hat aber häufig keine sicherheitspolitischen Überlegungen, sondern ermöglicht den Gemeinden bei einem grösseren Kreis an Personen die Ersatzabgabe, welche umgangssprachlich normalerweise «Feuerwehrsteuer» genannt wird, einzuziehen, ohne dass dafür die Steuern offiziell erhöht werden müssen.

## Personal

### Bestand
In der Schweiz bestanden im Jahr 2021 landesweit 1'230 Feuerwehrorganisationen, davon 17 Berufsfeuerwehren und 172 Betriebsfeuerwehren. Insgesamt sind 79'792 Personen, davon 1'248 Berufsfeuerwehrleute, im Feuerwehrwesen tätig. Der Frauenanteil beträgt rund elf Prozent (Berufsfeuerwehren: 2 %). Die schweizerischen Feuerwehren wurden im Jahr 2021 zu 85'164 Ernstfalleinsätzen alarmiert, davon entfallen 12'660 Einsätze auf den Bereich Brandbekämpfung.

### Aus- und Weiterbildung
Die FKS ist zuständig für ein einheitliches Ausbildungskonzept und Ausbildungsunterlagen wie Reglemente und Handbücher. Die Abschlüsse von Aus- und Weiterbildungen, welche die FKS zertifiziert hat, werden von allen Kantonen und dem Fürstentum Liechtenstein anerkannt. Die kantonalen Behörden setzen diese Grundlagen um.
Die Ausbildung zum Berufsfeuerwehrmann und zur Berufsfeuerwehrfrau mit eidgenössischem Fachausweis erfolgt bei der Berufsfeuerwehr des Kantons Basel-Stadt, der Berufsfeuerwehr der Stadt Bern oder der Höheren Fachschule für Rettungsberufe in Zürich. Sie dauert in Zürich 18 Monate (25 Schulwochen in 3 Phasen und 50 Wochen Praktikum) und setzt eine berufliche Grundbildung oder eine dreijährige Anstellung bei der Feuerwehr voraus.

### Besoldung
Bei fast allen Feuerwehren, egal ob im Milizsystem mit obligatorischem oder freiwilligem Feuerwehrdienst organisiert, findet eine Besoldung der Feuerwehrleute statt. Diese erhalten einen Sold (Stundenlohn) für Ausbildung, Übungen, Einsätze, Pikettdienste (Bereitschaft) oder sonstige Arbeiten. Dieser liegt – je nach Gemeinde – circa zwischen 20 und 60 Franken pro Stunde (je nach der Art der Arbeit (höherer Sold bei Einsätzen als bei Übungen) und dem Dienstgrad bzw. der Funktion). In den meisten Kantonen ist der Sold – bis zu einer gewissen Höhe – steuerfrei.

### Dienstgrade
Die Schweizer Feuerwehren verwenden im Allgemeinen die Dienstgrade der Schweizer Armee.

### Funktionseinheiten
Angehörige der Feuerwehr übernehmen je nach Qualifikation unterschiedliche Funktionen in einem Einsatz.

#### Einsatzleitung
Die Einsatzleitung trägt die Verantwortung für den Einsatz und entscheidet über die zu treffenden Massnahmen.

#### Führungsunterstützung
Die Führungsunterstützung unterstützt die Einsatzleitung bei der Informationsverarbeitung und Einsatzkoordination. Ihre Hauptaufgaben sind das Erfassen, Auswerten, Darstellen und Weiterleiten von Lageinformationen. Dazu nutzt sie unter anderem Lagekarten, Einsatzjournale, Mittelübersichten und Kommunikationsmittel. Die Einheit sorgt so dafür, dass die Einsatzleitung stets über eine aktuelle Lageübersicht verfügt und somit handlungsfähig bleibt.